# Mixi
Mixi est un site web de réseautage social et un éditeur de jeux vidéo japonais.
Début 2010, Mixi est le site de réseautage numéro 1 au Japon devant GREE (グリー, gurī) et Mobage Town (モバゲータウン, Mobagē Taun), avec 18,9 % d'audience (février), pour plus de 20 millions d'utilisateurs (avril),. Facebook ne compte en avril 2010 qu'un peu plus d'un million d'utilisateurs au Japon. En juillet 2010, Mixi serait deuxième juste derrière Gree et juste devant Mobagē Town (environ 21 millions d'utilisateurs chacun).
Comptant jusqu'à 27 millions de membres et valorisé 2,5 milliards d'euros en Bourse, Mixi a depuis vu son nombre d'utilisateurs actifs descendre à 7 millions par mois en 2014, et son cours de Bourse tombant à 220 yens (1,50 euro) durant l'été 2012. En termes de popularité, le réseau social Mixi se trouve en 2015 loin derrière les japonais LINE et DeNA (éditeur de Mobage Town, devenu simplement Mobage), et les américains Twitter et Facebook, devenus très populaires.
L'entreprise s'est lancée depuis 2013 dans une politique de diversification forte, notamment dans les jeux vidéo, via le recrutement de Yoshiki Okamoto, à l'origine notamment de Street Fighter II et Resident Evil,. Ce dernier conçoit Monster Strike, qui paraît fin 2013 sur iOS et Android. Le jeu est rapidement un succès, et le cours de l'action Mixi est multiplié par cinq moins de deux mois après la sortie du jeu. La barre des dix millions de téléchargements est franchie en juillet 2014, et les vingt millions fin 2014, tandis que l'action Mixi tutoie les 6 500 yens (45 euros), la société étant de nouveau valorisée 2,5 milliards d'euros,. Le groupe Mixi est ainsi début 2015 le cinquième éditeur de jeux mobile au monde derrière SuperCell (Clash of Clans), King (Candy Crush), GungHo (Puzzle and Dragons) et LINE.